# ATSE Graz
El ATSE Waagner Biro Graz es un club de balonmano austríaco situado en Graz (Italia)

## Títulos
- Liga de Austria (6) : 1982, 1983, 1984, 1986, 1987, 1990